# Saison 12 de Navarro
Chronologie
Saison 11 Saison 13
Cet article présente la liste des différents épisodes de la douzième saison de la série télévisée Navarro.

## Distribution[1]
- Roger Hanin (Antoine Navarro)
- Emmanuelle Boidron (Yolande Navarro)
- Maurice Vaudaux (Commissaire divisionnaire Waltz)
- Jacques Martial (Bain-Marie)
- Catherine Allegret (Ginou)
- Daniel Rialet (Inspecteur Joseph Blomet)
- Christian Rauth (Inspecteur René Auquelin)
- Jean-Claude Caron (Borelli)

## Épisodes

### Épisode 1
Marcelline Collard (Madame Garel)

Shan Cong (Shao Lynn)

### Épisode 2
Audrey Soualhat (Farah)

Saïd Amadis (Alimane)

Hichem Yacoubi (Djalal)

### Épisode 3
Élodie Mennegand (Clarisse)

Tara Romer (Clovis)

Kamel Belghazi (Nasser)

Max Boublil (Franck)

### Épisode 4
Mikael Sabah (Philippe)

Frédéric Houessinon (Willy)

Martial Courcier (Serge)

Jacques Serres (Gonzales)

Gilles Détroit (Tiercelet)

### Épisode 5
Vincent Solignac (Fayolle)

Jean-Pierre Germain (Arnaud)

Pierre Martot (Raynald)

Sophie Michard (Mylene)

Maxime Paz (Morel)